# Суцос, Александрос
Але́ксандрос Су́цос (греч. Αλέξανδρος Σούτσος; 1803, Константинополь, Османская империя — 1863, Афины) — греческий поэт, один из основоположников новогреческого романтизма. Брат Панайотиса Суцоса.
Суцос считался классиком политической сатиры, его называли «новогреческим Ювеналом».